# Begum Anwar Ahmed
Begum Anwar Ahmed, född 1908, död 1973, var en pakistansk feminist. 
Hon var ordförande för International Alliance of Women 1964–1970.